# 好来音河
好来音河（又称巴润好来音沟），是中华人民共和国内蒙古自治区新巴尔虎左旗境内一条季节性河流，是乌尔逊河右岸支流，发源于甘珠尔苏木阿木古郎宝力格嘎查以西的宝力根敖包，蜿蜒向北，至苏敏岁日以下，河道不明显，成为无尾河，只有在大水年份河水在吉布胡郎图苏木乌兰图噶附近汇入乌尔逊河，河流两侧多沼泽。河长145.7千米，流域面积2243.69平方千米，年均径流量0.22亿立方米。好来音河两岸为草原牧区，水质较好，为周边人畜饮水的主要水源。